# Rivière Pierriche Nord-Ouest
Pour les articles homonymes, voir Pierriche.
La Rivière Pierriche Nord-Ouest est un affluent de la rive ouest de la rivière Pierriche, coulant au nord du fleuve Saint-Laurent, au Québec, au Canada. Ce cours d’eau traverse le territoire non organisé de Lac-Ashuapmushuan, dans la municipalité régionale de comté (MRC) Le Domaine-du-Roy, dans la région administrative de Saguenay-Lac-Saint-Jean et le territoire de La Tuque, en Mauricie.
Ce cours d'eau fait partie du bassin versant de la rivière Saint-Maurice laquelle se déverse à Trois-Rivières sur la rive nord du fleuve Saint-Laurent.
L’activité économique du bassin versant de la Rivière Pierriche Nord-Ouest est la foresterie et les activités récréotouristiques. Le cours de la rivière coule entièrement en zones forestières. La surface de la rivière est généralement gelée de la mi-décembre à la fin mars.

## Géographie
La rivière Pierriche Nord-Ouest prend sa source à l’embouchure d’un lac sans nom (longueur : 1,4 km ; altitude : 544 m), situé dans le territoire non organisé de Lac-Ashuapmushuan.
À partir de l’embouchure de ce lac sans nom, la rivière Pierriche Nord-Ouest coule sur 73,5 km, selon les segments suivants :
Cours supérieur de la rivière (segment de 13,7 km)
- 2,5 km vers le sud en traversant un lac sans nom (altitude : 541 m) sur 0,4 km, puis le lac Rageot (altitude : 536 m) sur 1,2 km, jusqu’à son embouchure ;
- 4,4 km vers le sud en traversant un Lac sans nom (altitude : 525 m) sur 0,5 km et lac du Dogue (altitude : 520 m) sur 1,3 km, jusqu’à son embouchure ;
- 3,4 km vers le sud-ouest, jusqu’à la rive nord du lac Sauvageau ;
- 3,4 km vers le sud, en traversant le lac Sauvageau (altitude : 472 m) sur sa pleine longueur.

Cours intermédiaire de la rivière (segment de 47,5 km)
À partir de l’embouchure du lac Sauvageau, la rivière Pierriche Nord-Ouest coule sur :
- 1,1 km vers le sud, puis vers le nord-est en traversant un lac sans nom (altitude : 472 m), jusqu’à l’embouchure ;
- 4,7 km vers le sud-est, jusqu’au ruisseau Maurice (venant du nord) ;
- 6,4 km vers le sud-ouest, en traversant le lac du Dimanche (altitude : 430 m), jusqu’au pont d’une route forestière ;
- 10,2 km vers le sud en traversant le lac Smoky (altitude : 412 m) sur 1,1 m en début de segment et le lac Charlebois (altitude : 399 m) sur 3,3 m en fin de segment, jusqu’à l’embouchure du lac ;
- 16,2 km vers le sud-est, jusqu’à la limite du canton d’Ingall (La Tuque ;
- 5,8 km vers le sud dans le canton d’Ingall, jusqu’à la confluence de la rivière Chacola (venant du nord-ouest) ;
- 3,1 km vers le sud, jusqu’au ruisseau Dufour.

Cours inférieur de la rivière (segment de 12,3 km)
À partir de la confluence du ruisseau Dufour, la rivière Pierriche Nord-Ouest coule sur :
- 4,4 km vers l'est en serpentant à travers une zone de terres humides jusqu’à la décharge du lac Hyannis (venant du nord) ;
- 7,9 km vers l'est en serpentant à travers une zone de terres humides en début de segment, jusqu’à la confluence de la rivière[2].

La rivière Pierriche Nord-Ouest se déverse sur la rive ouest de la rivière Trenche. Cette confluence est située à :
- 15,9 km au nord-ouest de la centrale de Rapide-Blanc ;
- 13,1 km au nord du Réservoir Blanc ;
- 67,2 km au nord-ouest du centre-ville de La Tuque.

## Toponymie
Le toponyme rivière Pierriche Nord-Ouest a été officialisé le 5 décembre 1968 à la Commission de toponymie du Québec.